# Ophioplax spinulifera
Ophioplax spinulifera is een slangster uit de familie Ophiochitonidae.
De wetenschappelijke naam van de soort werd in 1941 gepubliceerd door Hubert Lyman Clark.